# The Somatic Defilement
The Somatic Defilement è l'album di debutto del gruppo musicale statunitense Whitechapel, pubblicato il 31 luglio 2007 dalla Candlelight Records.
Una riedizione dell'album, rimasterizzata, è stata pubblicata dalla Metal Blade Records il 16 aprile 2013.

## Tracce
1. Necrotizing – 0:35
2. The Somatic Defilement – 5:19
3. Devirgination Studies – 3:12
4. Prostatic Fluid Asphyxiation – 3:33
5. Fairy Fay – 3:33
6. Ear to Ear – 3:30
7. Alone in the Morgue – 2:53
8. Festering Fiesta – 2:29
9. Vicer Exciser – 2:52
10. Articulo Mortis – 4:03

## Formazione
- Phil Bozeman - voce
- Ben Savage - chitarra
- Alex Wade - chitarra
- Gabe Crisp - basso
- Kevin Lane - batteria
- Brandon Cagle - chitarra